# Расп, Кристиан
Кристиан Расп (нем. Christian Rasp; род. 29 сентября 1989, Оксенфурт, Бавария) ― немецкий бобслеист, двукратный чемпион мира, четырёхкратный чемпион Европы, серебряный призёр на XXIV Зимних Олимпийских игр 2022 года в Пекине.

## Биография
Родился 29 сентября 1989 года в городе Оксенфурт, Германия.
Дважды становился чемпионом мира в 2017 году в четвёрке и смешанной команде.
Четыре раза выиграл золото на чемпионатах Европы в 2017, 2018, 2019 и 2020 годах (все в четвёрке).
На зимних Олимпийских играх 2022 года стал серебряным призёром в четвёрке.